# Matthias Wad
Matthias Wad (født 18. maj 1816 på Boelsgaarden i Brovst Sogn, Øster Han Herred, død 16. marts 1897) var en dansk præst, far til G.L. Wad. 
Matthias Wad var søn af gårdejer Ditlev Wad (1784-1842) og Karen Nyegaard (1796-1839). Efter at have gennemgået Aalborg Katedralskole blev han student 1835 og 1840 teologisk kandidat. Derpå fik han bolig på Borchs Kollegium og var i en halv snes år en søgt og meget skattet manuduktør og hyppig opponent og respondent – respondentissimus blev han for spøg kaldt – ved universitetets disputatser. I 1850 blev han kaldet til sognepræst for Seden og Aasum ved Odense, og der kom han, der selv var en discipel af Grundtvig, ind i en grundtvigsk præstekreds, som hurtig lærte at sætte pris både på hans hoved og hans hjerte. 
Vilhelm Birkedal kalder Matthias "en aandelig Adelsmand" og giver ham det vidnesbyrd, at den trofaste ven, der var så forskellig fra ham selv, "tilførte ham meget, som han trængte til for sin personlige Udvikling". I 1860 blev Wad forflyttet til Korsør og Taarnborg, og der virkede han i 35 år med stor nidkærhed under megen påskønnelse fra alle sider. 2. pinsedag 1871 havde han den glæde at prædike ved den nye Sankt Povls Kirkes indvielse. Da han mærkede alderens tryk, tog han 1895 sin afsked.